# Moritz Thieme
Moritz Thieme (* 8. Mai 1799 in Löbau; † 20. Juli 1849 in Iserlohn) war ein deutscher Buchhändler, Erzähler und Autor von Kinder- und Jugendbüchern.

## Leben

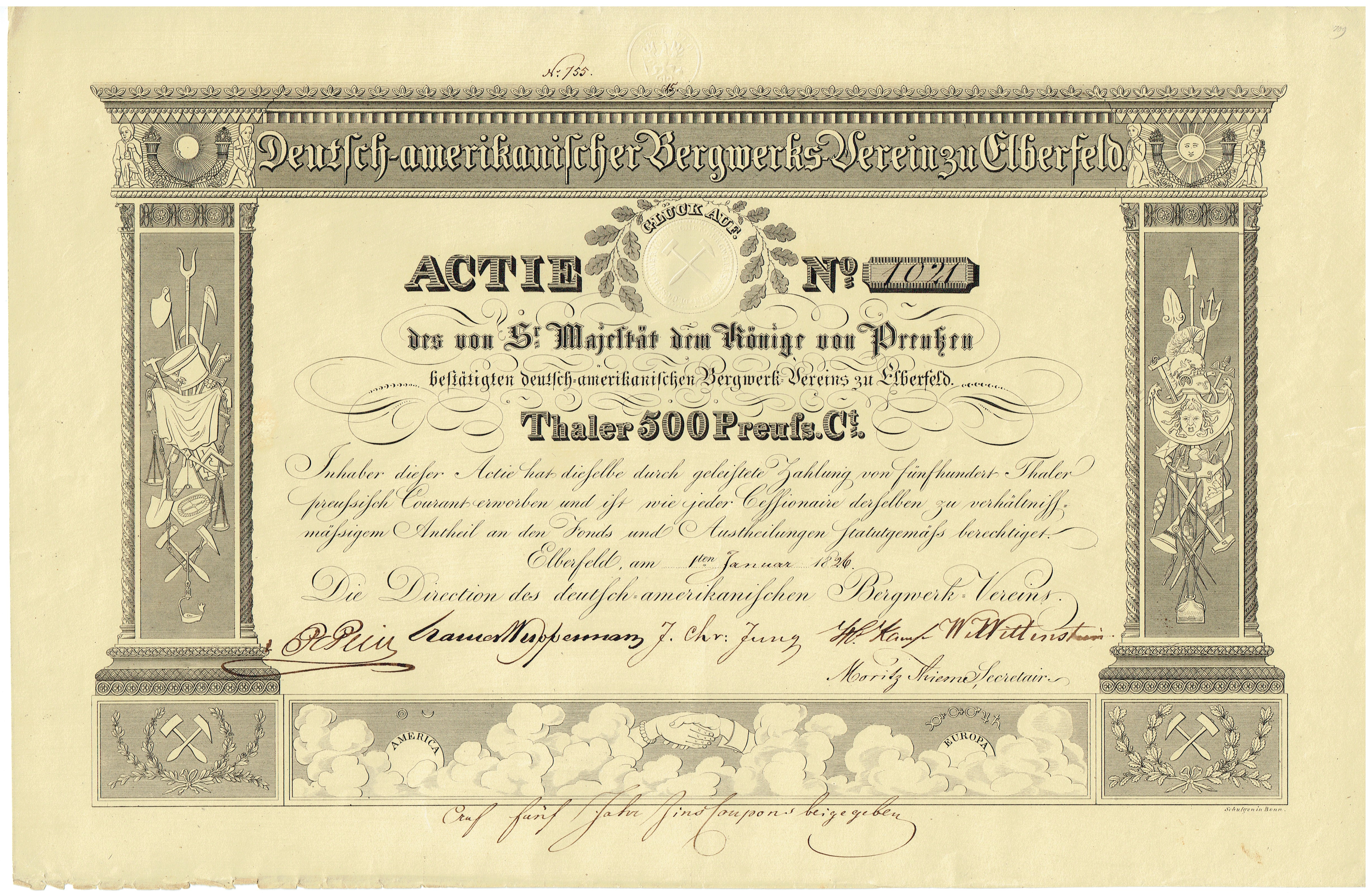
Gründeraktie des Deutsch-amerikanischen Bergwerks-Verein zu Elberfeld vom 1. Januar 1826 mit Unterschrift des Sekretärs Moritz Thieme

Thieme studierte Rechtswissenschaft in Berlin und Leipzig. Anschließend lebte er in Wiederau und Dessau. In Ilmenau war er seit 1824 Kandidat der Rechte. 1829 gab er das Barmer Wochenblatt heraus. Außerdem war er Sekretär des Deutsch-Amerikanischen Bergwerksvereins. Zuletzt war er Buchhändler in Iserlohn, wo er 1849 verstarb.

## Werke (Auswahl)
- Dramatische Spiele für die Jugend bei festlichen Gelegenheiten. Ein Weihnachtsgeschenk. Berlin, 1819 [1818].
- Mährchen und Sagen für die Jugend. Berlin, 1821.
- Geistergeschichte, oder keine, wie man will. Leipzig, 1821.
- Die Bilderlaube. Ein neues Bilderbuch für Knaben und Mädchen. Leipzig, 1821.
- Wanderungen dreyer Musensöhne an den Rhein hinaus: In Briefen für ihre Freunde. Halberstadt, 1821.
- Vorboten des Frühlings, zu einem bescheidenen Kranze für seine Freunde gewunden. Romantische Erzählungen und Gedichte. Leipzig, 1822.
- Almanach dramatischer Spiele für die Jugend. Berlin, 1822.
- Der Kampf des Alten mit dem Neuen. Eisenberg, 1822.
- Der kleine Freyschütz. Singspiel in drei Aufzügen. Leipzig, 1823.
- Frauenmuth, oder das fürstliche Schauspiel. Historisches Schauspiel in einem Akt. Ilmenau, 1824.
- Der kleine Cornelius Nepos, oder kurze Lebensbeschreibungen der berühmtesten Teutschen neuester Zeit; der teutschen Jugend zur Belehrung, Unterhaltung und Belebung des historischen Unterrichts gewidmet. Ilmenau, 1824.
- Kinder des Frühlings. Ein Kranz für Freunde und Gönner. Berlin, 1826.
- Kleiner deutscher Ehrentempel, oder das Leben berühmter Deutscher unserer Zeit. Heidelberg, 1828.
- Hedwigs liebste Puppe. Ein Lese- und Bilderbuch für kleine artige Mädchen. Berlin, 1829.
- Edmund und Tony, die treuen Spielgefährten. Berlin, 1830.
- Jugendklänge. Wohlfeile Ausgabe. Elberfeld, 1830.
- Das römische Zigeunermädchen. Schauspiel in einem Akt.
- Der poetische Nothelfer und theilnehmende Sänger, an Geburtstagen, grösstentheils aus Deutschlands vorzüglichen Dichtern gewählt und zusammengestellt. Ilmenau, 1824.